# Рогульский, Франц Николаевич
Франц Николаевич Рогульский (1916—1985) — гвардии полковник Советской Армии, участник Великой Отечественной войны, Герой Советского Союза (1944).

## Биография
Франц Рогульский родился 28 сентября 1916 года в селе Зеленче (ныне — Дунаевецкий район Хмельницкой области Украины). В 1933 году он окончил радиотехникум в Ленинграде, в 1936 году — лётную школу Гражданского воздушного флота, после чего работал лётчиком-инструктором в Петрозаводском аэроклубе. В 1939 году Рогульский был призван на службу в Рабоче-крестьянскую Красную Армию. Окончил военное авиационное училище лётчиков. С июля 1942 года — на фронтах Великой Отечественной войны.
К марту 1944 года гвардии капитан Франц Рогульский командовал эскадрильей 19-го гвардейского авиаполка 8-й гвардейской авиадивизии 2-го гвардейского авиакорпуса АДД СССР. К тому времени он совершил 198 боевых вылетов на бомбардировку скоплений боевой техники и живой силы противника, его важных объектов, нанеся ему большие потери.
Указом Президиума Верховного Совета СССР от 19 августа 1944 года за «образцовое выполнение боевых заданий командования на фронте борьбы с немецкими захватчиками и проявленные при этом отвагу и геройство» гвардии капитан Франц Рогульский был удостоен высокого звания Героя Советского Союза с вручением ордена Ленина и медали «Золотая Звезда» за номером 3992.
После окончания войны Рогульский продолжил службу в Советской Армии. В 1961 году в звании полковника он был уволен в запас. Проживал и работал в Одессе. Скончался 22 августа 1985 года. Похоронен на Таировском кладбище.
Был награждён двумя орденами Ленина, двумя орденами Красного Знамени, орденом Александра Невского, двумя орденами Отечественной войны 1-й степени, орденом Красной Звезды и рядом медалей.